# سليم الرياحي
سليم الرياحي (13 يوليو 1972-) هو سياسي ورجل أعمال تونسي ومؤسس حزب الاتحاد الوطني الحر. شغل أيضا منصب رئيس النادي الافريقي بين عامي 2012 و2017.

## السيرة
ولد سليم الرياحي يوم 13 يوليو 1972 ببنزرت. تحصّل على شهادة في الإقتصاد من جامعة طرابلس الليبية عام 1998، ثم تحصّل على الماجستير في الإقتصاد من الأكاديمية العليا بطرابلس عام 2000.
تولى منذ أكتوبر 2018 الأمانة العامة لحزب حركة نداء تونس حتى استقالته في فبراير 2019. كما تولى منذ جوان 2012 رئاسة النادي الإفريقي إلى غاية نوفمبر 2017.

## المسيرة السياسية
فور عودته من ليبيا بعد الثورة، أسس رجل الأعمال سليم الرياحي، في 19 مايو 2011، حزب الاتحاد الوطني الحر وتولى رئاسته. وقدم في أكتوبر من نفس العام برنامجه السياسي والاجتماعي والاقتصادي. لكنه لم يحصل في انتخابات المجلس الوطني التأسيسي آنذاك سوى على مقعد وحيد. وفي الانتخابات التشريعية 2014 حقق تقدما ملحوظا حين حصل على 16 مقعدا بالبرلمان. وانتهت مسيرة الحزب عام 2018 حين انصهر مع حزب نداء تونس وتولى حينها الرياحي منصب الأمين العام للحزب.
وصفته وسائل إعلام بـ«برلسكوني التونسي».

### الصراع مع يوسف الشاهد
تولى الرياحي رفقة حافظ السبسي نجل الرئيس الراحل الباجي قايد السبسي محاولة إحياء حزب نداء تونس عام 2018، عقب الانشقاقات التي تعرض لها، فإنصهر «النداء» مع «الاتحاد الوطني الحر» وحصل الرياحي على منصب الأمين العام للحزب، ليصطف مع حافظ السبسي ضد رئيس الحكومة آنذاك يوسف الشاهد المجمدة عضويته في حزب النداء بسبب خلافات بينه وبين آل السبسي.
في نوفمبر 2018، وفي مقابلة له مع قناة فرانس 24، قال الأمين العام لحزب نداء تونس، سليم الرياحي أنه تقدم بشكوى للقضاء العسكري ضد رئيس الحكومة يوسف الشاهد يتهمه بالتخطيط مع آخرين للإنقلاب على الرئيس الباجي قايد السبسي. ونفى الشاهد هذه الاتهامات مؤكدا على أن من يتحدث عن «انقلاب لا يفكر الا بمصالحه الشخصية» وفق تعبيره.

في حوار له على قناة الحوار التونسي، الاربعاء 4 سبتمبر 2019، اتهم الرياحي رئيس الحكومة الشاهد بالتدخل في شؤون القضاء والضغط عليه «لإصدار أحكام على المقاس»، كما أشار مجددا لسعي الأخير إلى الإنقلاب على الرئيس الراحل السبسي وخيانته له بعد تعيينه رئيسا للحكومة.

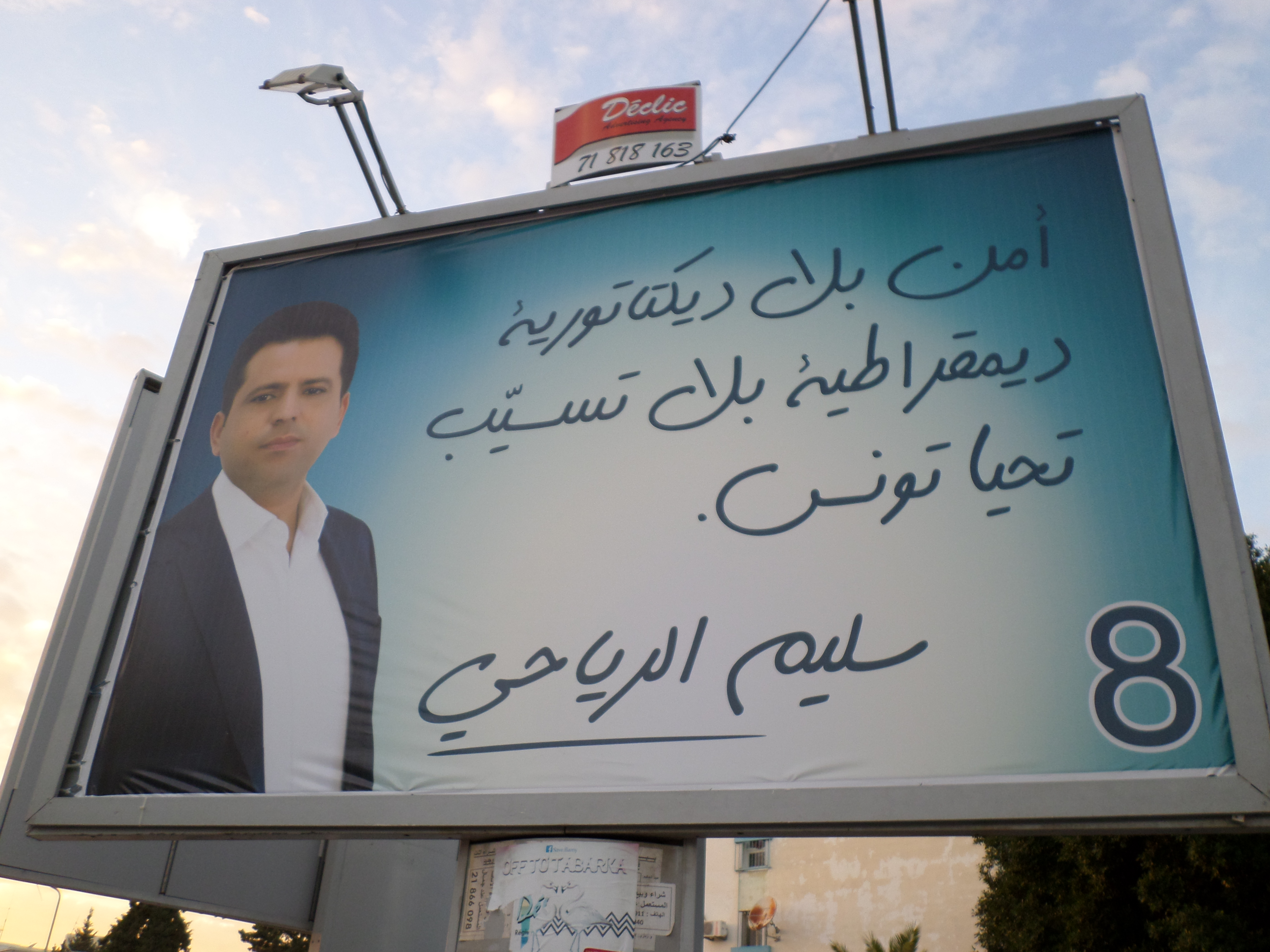
لافتة دعائية للانتخابات

### الترشح للانتخابات الرئاسية
أعلن سليم الرياحي ترشحه في الانتخابات الرئاسية التونسية 2014 لكنه أخفق في الوصول للدور الثاني. وكرر الأمر عام 2019، حين تقدم للانتخابات الرئاسية المبكرة لكنه أعلن في 13 سبتمبر 2019 انسحابه من السباق الرئاسي وتأييده المرشح عبد الكريم الزبيدي.
| الانتخابات                       | المرتبة          | عدد الأصوات  | النسبة المئوية | ملاحظات                                                                                        |
| -------------------------------- | ---------------- | ------------ | -------------- | ---------------------------------------------------------------------------------------------- |
| الانتخابات الرئاسية 2014         | 5                | 407 ألف و181 | 5.55%          | أعلن عن دعمه الباجي قائد السبسي للجولة الثانية من الانتخابات.                                  |
| الانتخابات الرئاسية المبكرة 2019 | 25 (قبل الأخيرة) | 4 آلاف و472  | 0.13%          | أعلن قبل يومين من إجراء الجولة الأولى من الانتخابات إنسحابه لكن اسمه لم يُحذف من ورقة الاقتراع. |

## المسيرة الرياضية
في 18 يونيو 2012، انتخب سليم الرياحي رئيسا للنادي الإفريقي خلفا لجمال العتروس الذي تنحى عن رئاسة الفريق بضغط من الجماهير على خلفية النتائج السيئة والأزمات التي عاشها النادي في عهده. وكان ذلك أول ظهور للرياحي على الساحة الرياضية بعد الثورة.
وحقق النادي في عهد الرياحي مجموعة من الألقاب، مثل لقب البطولة التونسية عام 2015 وكان ذلك لأول مرة منذ 7 سنوات، وكأس تونس سنة 2017 لأول مرة منذ 17 عاما.
عام 2013، أعلنت الحكومة التونسية عزمها منع الرياحي (الذي كان آنذاك رئيسا لحزب الاتحاد الوطني الحر) من تولي رئاسة النادي الإفريقي عبر قانون يمنع رؤساء الأحزاب من رئاسة النوادي الرياضية، لكنها تراجعت عن ذلك لاحقا.
في 28 يونيو 2017، جمدت السلطات القضائية أرصدة وممتلكات رجل الأعمال سليم الرياحي على خلفية اتهامات بالفساد وتبييض الأموال ليعلن على إثره الرياحي وبشكل مفاجئ إستقالته من رئاسة النادي الافريقي.

## ملاحقات قضائية
أصدرت المحكمة الابتدائية بتونس، في أكتوبر 2017 حكما يقضي بسجن رجل الأعمال سليم الرياحي 5 سنوات بتهمة إصدار صكوك بدون رصيد.
قضت الدائرة الجنائية بالقطب القضائي المالي غيابيا بالسجن 11 عاما في حق سليم الرياحي بتهمة غسل أموال لكن الأخير نفى الاتهامات الموجهة إليه والتي تعلقت بإستيلاءه على أموال تعود إلى عائلة الزعيم الليبي الراحل معمّر القذافي، بعد الإطاحة بنظامه عام 2011.